# 涌津村
涌津村（わくつむら）は、昭和29年（1954年）まで岩手県西磐井郡にあった村。現在の一関市花泉町涌津にあたる。

## 沿革
- 明治22年（1889年）4月1日 - 町村制施行にともない、旧来の涌津村単独で村制施行。
- 昭和30年（1955年）1月1日 - 花泉村・老松村・永井村・日形村・油島村と合併し、花泉町となる。

## 行政
- 歴代村長

| 代 | 氏名           | 就任                       | 退任                       | 備考 |
| -- | -------------- | -------------------------- | -------------------------- | ---- |
| 1  | 及川徳兵衛     | 明治22年（1889年）8月10日  | 明治26年（1893年）1月21日  |      |
| 2  | 鵜浦永吉       | 明治26年（1893年）1月22日  | 明治26年（1893年）9月18日  |      |
| 3  | 千葉元治       | 明治26年（1893年）9月19日  | 明治26年（1893年）12月27日 |      |
| 4  | 二階堂彦十郎   | 明治26年（1893年）12月28日 | 明治27年（1894年）6月18日  |      |
| 5  | 板橋渉         | 明治27年（1894年）6月19日  | 明治31年（1898年）1月9日   |      |
| 6  | 赤川元則       | 明治31年（1898年）7月4日   | 明治32年（1899年）1月6日   |      |
| 7  | 佐藤喜八       | 明治32年（1899年）7月4日   | 明治34年（1901年）3月30日  |      |
| 8  | 佐藤平次郎     | 明治34年（1901年）5月23日  | 明治35年（1902年）6月1日   |      |
| 9  | 及川千代治     | 明治36年（1903年）2月16日  | 明治36年（1903年）12月17日 |      |
| 10 | 小野寺四郎兵衛 | 明治37年（1904年）2月4日   | 明治39年（1906年）8月29日  |      |
| 11 | 小野寺良平     | 明治39年（1906年）10月22日 | 明治40年（1907年）10月18日 |      |
| 12 | 田野崎幸右衛門 | 明治40年（1907年）10月19日 | 明治42年（1909年）11月7日  |      |
| 13 | 鵜浦永吉       | 明治43年（1910年）2月14日  | 明治44年（1911年）4月26日  | 再任 |
| 14 | 小野寺四郎兵衛 | 明治44年（1911年）6月5日   | 大正6年（1917年）11月4日   | 再任 |
| 15 | 佐藤栄太郎     | 大正7年（1918年）3月24日   | 大正12年（1923年）3月6日   |      |
| 16 | 佐藤新七       | 大正12年（1923年）8月9日   | 昭和2年（1927年）8月8日    |      |
| 17 | 千葉東治右衛門 | 昭和2年（1927年）9月14日   | 昭和6年（1931年）9月13日   |      |
| 18 | 加藤永之進     | 昭和6年（1931年）9月26日   | 昭和6年（1931年）10月29日  |      |
| 19 | 菅原市兵衛     | 昭和6年（1931年）11月2日   | 昭和10年（1935年）11月1日  |      |
| 20 | 佐藤啓吉       | 昭和10年（1935年）11月6日  | 昭和18年（1943年）4月25日  |      |
| 21 | 佐藤誠之進     | 昭和18年（1943年）4月30日  | 昭和21年（1946年）5月31日  |      |
| 22 | 岩淵喜平       | 昭和21年（1946年）10月8日  | 昭和22年（1947年）4月4日   |      |
| 23 | 菅原雋逸       | 昭和22年（1947年）4月5日   | 昭和26年（1951年）4月4日   |      |
| 24 | 田野崎文人     | 昭和26年（1951年）4月26日  | 昭和29年（1954年）12月31日 |      |

## 交通
- 国鉄東北本線 - 駅なし